# Kongeriget Polen (1385–1569)
 For alternative betydninger, se Kongeriget Polen. (Se også artikler, som begynder med Kongeriget Polen)
Kongeriget Polen (1385–1569) betegner en periode i Polens historie, fra 1385 hvor Kongeriget Polen (polsk: Królestwo Polskie; latin: Regnum Poloniae) og Storhertugdømmet Litauen indgik i en personalunion etableret af Krevo-unionen og frem til 1569 hvor unionen blev transformeret til en tættere union af Lublin-unionen, som kort efter blev fulgt af afslutningen på Jagiellon-dynastiet, der på det tidspunkt havde hersket over Polen i to århundreder.
Normalt betragtes denne fase i Polens historie som en separat entitet fra det hidtidige kongeriget Polen (1025–1385) på den ene side og den efterfølgende Kongeriget Polens krone/Polsk-litauiske realunion på den anden.